# Каплиця Святого Георгія Побідоносця (Сапун-гора)
Каплиця Святого Георгія-Звитяжця (Побідоносця) — церква-каплиця у місті Севастополь побудований до святкування 50-річчя Перемоги у Другій світовій війні, що засвідчено відповідним написом при вході.

## Історія каплиці
Каплицю Святого Великомученика Георгія-Звитяжця на Сапун-горі закладена до зведення 19 січня 1995 року. Таким чином, меморіальний комплекс, що почав формуватися на цьому місці після звільнення Севастополя від німецьких загарбників окрім Обеліска Слави, Вічного вогню та діорами, яка зображує штурм Сапун-гори 7 травня 1944 року доповнений тепер ще однією пам'яткою.

## Символізм будівлі
В християнському світі завжди існувала традиція дякувати Богу за вдало звершені справи. У випадку з молитовною будівлею Св.Георгія-Звитяжця — данина за перемогу в битві проти ворога, яка змогла бути реалізована вже після зникнення з мапи світу Радянського Союзу, що поширював ідеї атеїзму. Окрім того, капличка — це пам'ять за полеглими героями, що загинули в жорстоких боях захищаючи Севастополь протягом Другої світової війни та місце постійної молитви за упокоєння їх душ.

## Проєктування та будівництво каплиці
Проєкт для церкви-каплиці створив архітектор, Заслужений художник України Георгій Саркісович Григорьянц та був втілений в життя за участю архітектора В.Н.Мухіна. Значних зусиль доклали конструктори А.М. Білетнікова, Л.А.Брускова та група будівельників, завдяки злагодженій роботі яких, капличка була зведена за 77 днів.
Будівництво пам'ятки відбувалося за підтримки Благочинного Севастопольського округу митрофорного протоієрея Георгія, тодішнього Президента України Леоніда Кучми на пожертви небайдужих людей, моряків та Торгового дому Кондратевських. Благословення на початок робіт отримали від Блаженнішого митрополита Київського і всієї України Володимира, який по завершенню робіт освятив церкву.

## Архітектура та оздоблення
Каплиця заввишки 10 метрів, має конусоподібну форму, на верхівці якої розміщено фігуру янгола з хрестом. Ця скульптура створена за малюнком протоієрея Миколи Донченка. Купол покритий золотистою смальтою привезеною з Венеції. Ззовні, над входом до каплиці, художником В.К. Павловим мозаїкою викладена ікона Святого Георгія-Звитяжця, а оздоблювальні роботи всередині проводилися під керівництвом автора образу святого, художника Геннадія Бруснецова.